# Euryopis elegans
Euryopis elegans är en spindelart som beskrevs av Eugen von Keyserling 1890. Euryopis elegans ingår i släktet Euryopis och familjen klotspindlar. Inga underarter finns listade i Catalogue of Life.